# کلیسای مریم مجدلیه
کلیسای مریم مجدلیه (انگلیسی: Church of Mary Magdalene  کلیسای مری مگدالن) یک کلیسای ارتدکس روسی بر فراز کوه زیتون و نزدیک باغ جتسیمانی در اورشلیم است. این کلیسا در سال ۱۸۸۸ به دستور تزار روسیه الکساندر سوم (روسیه) و بر اساس طرحی از دیوید گریم ساخته شد و به مریم مجدلیه، یکی از حواریون عیسی مسیح، تقدیم شد.

## مدفونان

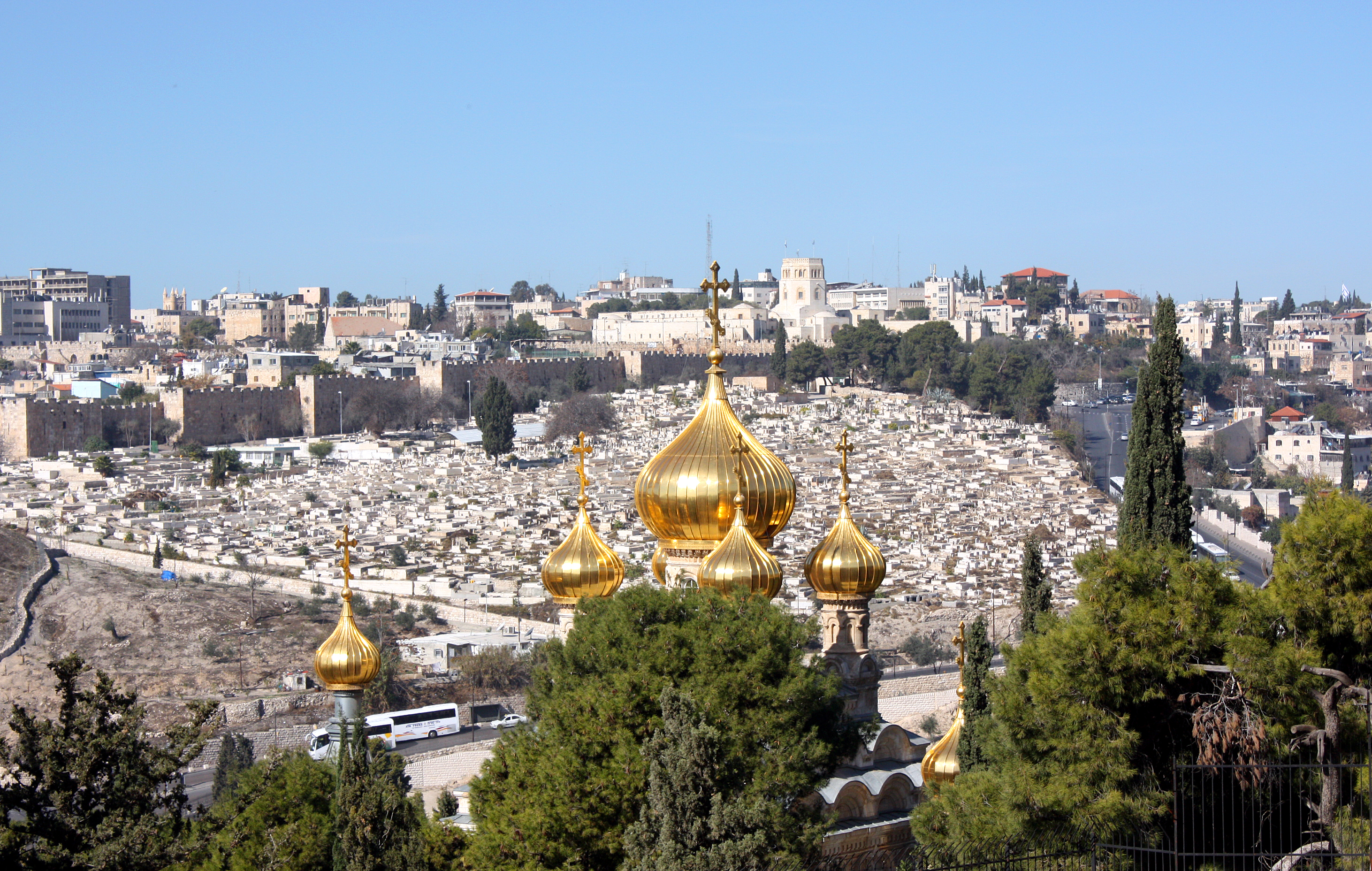

- شاهدخت آلیس باتنبرگ